# Boïgues de Petit
Les Boïgues de Petit són antigues boïgues -terres de conreu guanyades al bosc- del municipi de Castell de Mur, al Pallars Jussà, a l'antic terme de Mur, en terres del poble de Vilamolat de Mur.
Estan situades al sud-oest de Vilamolat de Mur, al sud-oest de los Pous de Miret i al nord del Planell de Petit.